# Melanothrix homochroa
Melanothrix homochroa is een vlinder uit de familie van de Eupterotidae. De wetenschappelijke naam van de soort is voor het eerst geldig gepubliceerd in 1914 door Grünberg.